# Paróquia Santuário de São Francisco das Chagas (Canindé)
Paróquia Santuário e Basílica de São Francisco das Chagas é um santuário católico dedicado à São Francisco de Assis em Canindé, no estado brasileiro do Ceará. A igreja é mantida pelos frades franciscanos da Província Franciscana de Santo Antônio do Brasil.

## História
Por alvará de do Rei D. João VI, datado de 30 de julho de 1817, foi a capela de S. Francisco então filial de Fortaleza, elevada a categoria de matriz colada, ordem cumprida por Frei Antonio de São José, bispo de Pernambuco  o qual a primeiro de agosto do mesmo ano confirmou a colação do 1° pároco da freguesia, Padre Francisco de Paula Barros, nomeado pela carta régia de 10 de julho anterior.